# Onthophagus sansibaricus
Onthophagus sansibaricus är en skalbaggsart som beskrevs av Edgar von Harold 1878. Onthophagus sansibaricus ingår i släktet Onthophagus och familjen bladhorningar. Inga underarter finns listade i Catalogue of Life.